# Robert Woods
Robert Woods (Colorado, 19 de junho de 1936) é um ator americano e um dos principais do western spaghetti, interpretando os mais variados tipos de personagens durante sua carreira, como heróis e vilões.

## Vida pessoal
Robert Woods cresceu em um rancho no Colorado, saiu de casa ainda adolescente e passou um tempo na Marinha. Durante a faculdade trabalhou como cantor e ator de teatro, em Nova York, com apenas 21 anos, atuou no teatro e cantou com uma drag queen em um cabaré. Teve a oportunidade de fazer um filme com Otto Preminger, o que o motivou a ir para a Europa, se estabelecendo em Paris, trabalhando em um estúdio de dublagem e modelagem de Pierre Cardin, também tendo atuado em peças no teatro americano no Cais d'Orsay. Ele nunca chegou a fazer o filme com Otto Preminger, mas, após aparecer em uma peça de Tchékhov, em Paris, Alfonso Balcazar o conheceu e o ofereceu um contrato para fazerem um western em seus estúdios recém-construídos, em Barcelona. Woods recusou a primeira proposta, mas quando Balcazar retornou com um contrato para cinco filmes, ele aceitou. Woods participou do cinema europeu por 14 anos e tornou seu nome sinônimo de Western spaghetti.

## Filmografia

### Cinema
| Ano  | Filme                                       | Papel                         | Notas             |
| ---- | ------------------------------------------- | ----------------------------- | ----------------- |
| 1960 | Where the Boys Are                          | Guitarrista                   |                   |
| 1965 | Los pistoleros de Arizona                   | Jeff Clayton                  | como Robert Woods |
| 1965 | L'uomo che viene da Canyon City             | Morgan                        |                   |
| 1965 | Battle of the Bulge                         | Piloto Joe                    |                   |
| 1966 | Starblack                                   | Johnny 'Colt' Blyth/Starblack |                   |
| 1966 | Due once di piombo                          | Pecos Martinez                |                   |
| 1966 | Cuatro dólares de venganza                  | Roy Dexter                    | como Robert Woods |
| 1966 | Sette pistole per i MacGregor               | Gregor MacGregor              |                   |
| 1967 | Pecos è qui: prega e muori                  | Pecos Martinez                |                   |
| 1967 | Hipnos follia di massacro                   |                               |                   |
| 1968 | Prega Dio... e scavati la fossa             | Fernando                      |                   |
| 1968 | Il mio corpo per un poker                   | Cole Harvey                   |                   |
| 1968 | Capitaine Singrid                           | Saint-Robert                  |                   |
| 1968 | Black Jack                                  | Black Jack                    |                   |
| 1968 | Quel caldo maledetto giorno di fuoco        | Cpt. Chris Tanner             |                   |
| 1969 | La taglia è tua... l'uomo l'ammazzo io      | Joe Bishop 'El Puro'          |                   |
| 1969 | Die jungen Tiger von Hongkong               | Rodney                        |                   |
| 1970 | La sfida dei MacKenna                       | Chris                         |                   |
| 1970 | Il corsaro                                  | Jeffrey Brook                 |                   |
| 1971 | Il mio nome è Mallory... M come morte       | Larry Mallory                 | como Robert Woods |
| 1971 | Era Sam Wallash... lo chiamavano 'Così Sia' | Sam Wallash                   | como Robert Woods |
| 1971 | Un colt por cuatro cirios                   | Sheriff Steve                 |                   |
| 1972 | Una colt in mano del diavolo                | Roy Koster                    | como Robert Woods |
| 1972 | L'amante del demonio'                       | Helmuth                       | como Robert Woods |
| 1972 | Helmuth                                     | Jonathan Pinkerton            |                   |
| 1973 | Sei bounty killers per una strage           |                               | como Robert Woods |
| 1973 | Maciste contre la reine des Amazones        | Pindar/Pygar                  |                   |
| 1973 | Los ojos siniestros del doctor Orloff       | Sweet Davey Brown             | como Robert Woods |
| 1973 | Les gloutonnes                              | Caronte                       |                   |
| 1973 | Al otro lado del espejo                     | Bill                          | como Robert Woods |
| 1974 | La spacconata                               | Sandy Shaw                    | como Robert Woods |
| 1974 | La comtesse perverse                        | Tom/Bob Nubarre               |                   |
| 1974 | Plaisir à trois                             | Charles Bressac               |                   |
| 1974 | ...E i cannoni tuonano ancora               |                               |                   |
| 1975 | Zanna Bianca e il cacciatore solitario      | Sandy Shaw                    | como Robert Woods |
| 1975 | Fermi tutti! È una rapina'                  |                               |                   |
| 1975 | La cognatina                                | Luca                          |                   |
| 1993 | Bounty Tracker                              | Cop #1                        |                   |
| 1998 | Scorpio One                                 | Commander                     |                   |
| 2002 | Psychotic                                   | Title character               |                   |

### Televisão e curtas
| Ano  | Filme                                 | Papel        | Notas           |
| ---- | ------------------------------------- | ------------ | --------------- |
| 1980 | Scruples (Minissérie De TV)           | Hank Sanders | como Bert Woods |
| 2006 | The Broken Blossom of the Wilted Rose | Schlemeel    | Curta           |
| 2007 | Most Wanted                           | Padre        | Curta           |
| 2008 | Dark Chocolate                        | Lewis        | Curta           |